# USS Montgomery (LCS-8)
El USS Montgomery (LCS-8) de la Armada de los Estados Unidos es un buque de combate litoral de la clase Independence. Fue puesto en gradas en 2013, botado en 2014 y comisionado en 2016. Su nombre honra a Montgomery, ciudad de Alabama.

## Historia
Fue puesto en gradas por el Austal USA (de Mobile, Alabama) el 25 de junio de 2013, botado el 6 de agosto de 2014 y bautizado el 8 de noviembre del mismo año por Mary Sessions, esposa del senador Jeff Sessions. Fue comisionado el 10 de septiembre de 2016 en Mobile, Alabama; y asignado al LCS Squadron One en Naval Base San Diego, California.
En 2019 y 2020 el Montgomery cumplió un despliegue de doce meses visitando Singapur, el mar de la China Meridional y el mar de Filipinas.